# Tripsina
A tripsina é um tipo de enzima que age nas proteínas 
que se encontram no quimo (massa de aspecto branco leitoso que corresponde ao bolo alimentar depois de no estômago se juntar com ácido clorídrico (HCl), que dilacera as fibras musculares, juntamente com pepsina e quimotripsina, onde quebra as proteínas em peptídeos mais simples) dentro do intestino delgado (no duodeno - primeira parcela do intestino delgado).

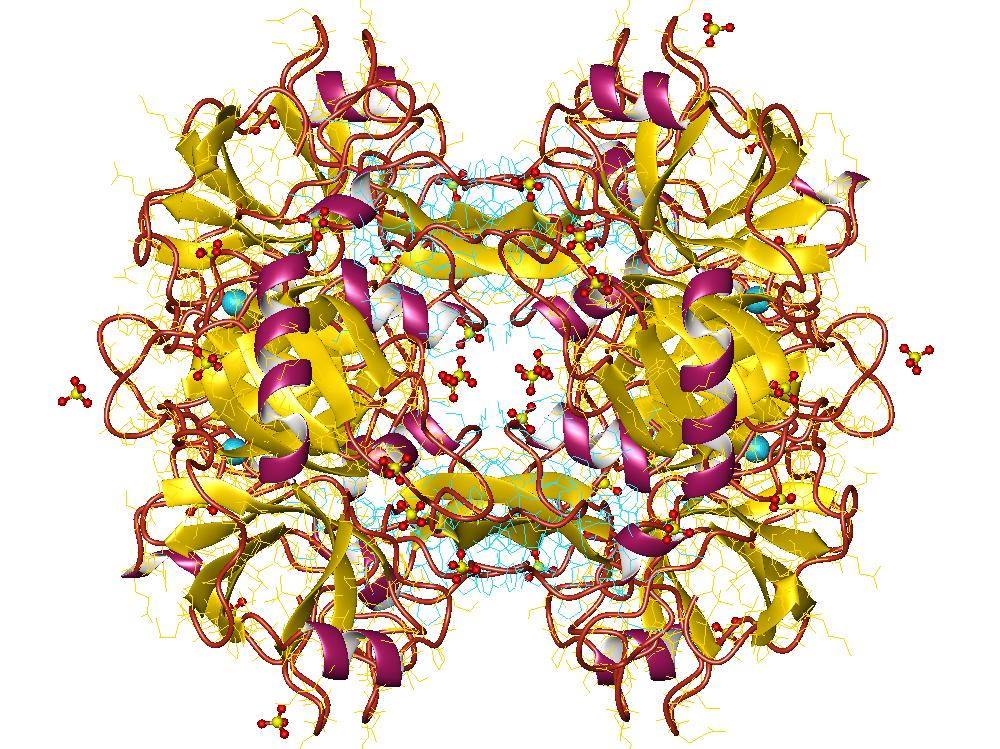
Tripsina-1 tetramer, Human.

| Identificadores | Identificadores |
| --------------- | --------------- |
| Número EC       | 3.4.21.4        |
| Número CAS      | 9002-07-7       |

| Banco de Dados | Banco de Dados  |
| -------------- | --------------- |
| BRENDA         | Brenda          |
| IntEnz         | IntEnz          |
| ExPASy         | NiceZyme view   |
| KEGG           | KEGG            |
| MetaCyc        | Via Metabólica  |
| Estruturas PDB | RCSB PDB PDBsum |
| MEROPS         | Família S1      |
| InterPro       | IPR001254       |

## Síntese
É produzida pelo pâncreas numa forma inativa denominada tripsinogênio, que ao atingir o duodeno se transforma em tripsina inativa devido a enteroquinase presente no suco intestinal. A tripsina atua sobre o quimotripsinogênio e as propeptidases, transformando-os em quimotripsina e peptidases ativas. Sua molécula beta constituída por uma única cadeia de polipeptídeo, de 223 aminoácidos  , com dois domínios semelhantes, ligados de forma assimétrica cujas interfaces estão inseridas os resíduos de aminoácidos catalíticos. Onde tem uma tríade catalítica: Serina, Histidina e Aspartato.   É uma proteína globular solúvel em água com peso molecular de 23,3 kDa, na sua estrutura existe um resíduo de aspartato (Asp 189), na base da bolsa S1, que atrai e estabiliza um resíduo de arginina ou lisina de carga positiva do substrato.

## Função e atividade enzimática
A tripsina é uma enzima digestiva de proteínas presente em animais, vegetais (pouco descrita na literatura) e em micro-organismos. E sendo uma serino endopeptidase, atua dentro das cadeias polipeptídicas, tendo como função hidrolisar especificamente ligações peptídicas do lado carboxílico dos resíduos de lisina e arginina carregadas positivamente, onde em seu mecanismo catalítico, tem um resíduo de serina ativado envolvida no processo, em que realiza o ataque  nucleofílico  ao  carbono carbonil de uma ligação peptídica suscetível. Sendo assim, esta enzima pertence a família das serino proteases (DVORAK, 2018)(MINAYA, 2012). A tripsina também é capaz de ativar o próprio tripsinogênio (não somente o enteropeptidase tem ação hidrolítica sobre o mesmo) e, de outras pré-enzimas como quimotripsinogênio, a proelastase, o calicreinogênio, a procarboxipeptidase e algumas prolipases. A tripsina também tem interações com células pancreáticas e inflamatórias, onde demonstra ter um papel fundamental  na  regulação  da  função  exócrina  pancreática.
Abaixo a reação da tripsina proveniente da larva de besouro da espécie Zabrotes subfasciatus sobre o substrato Z-Phe-Arg-7-amido-4-metilcoumarina (substrato AMC-ligado), gera os produtos Z-Phe-Arg e 7-amino-4-metilcoumarina (AMC), em pH ótimo 8 . Onde o AMC é um indicador fluorescente sintético, altamente utilizado como princípio de detecção para medição indireta da atividade proteolítica da enzima de interesse. Este corante é quantificado por um leitor de microplacas (fluorímetro), através da emissão de luz em um determinado comprimento de onda, quando liberado do substrato sintético. O aumento da intensidade de fluorescência em função do tempo reflete então, na velocidade de reação.  

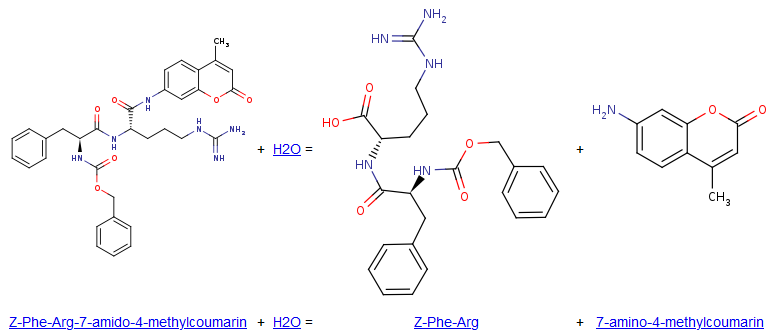
Z-Phe-Arg-7-amido-4-methylcoumarin + H2O → Z-Phe-Arg + 7-amino-4-methylcoumarin

Os dois indicadores fluorescentes sintéticos mais utilizados são 4-metilumbeliferona (MUB), e 7-amino-4-metilcoumarina (AMC) para detecção de atividade enzimática. 

## Purificação
Para um estudo mais aprofundado com a caracterização das atividades e propriedades de uma enzima, é necessário primeiramente a sua purificação de uma amostra biológica de interesse (célula ou tecido). A escolha da técnica a ser empregada depende do conhecimento de características físico-químicas e biológicas da proteína em questão, que podem ser: por tamanho (massa molecular), carga, hidrofobicidade, solubilidade, atividade biológica e bioespecificidade (afinidade biológica por determinados compostos). No caso:
| Tamanho - Massa - Densidade                         | Carga elétrica                | Hidrofobicidade                        | Solubilidade | Afinidade biológica        |
| --------------------------------------------------- | ----------------------------- | -------------------------------------- | ------------ | -------------------------- |
| Centrifugação diferencial                           | Cromatografia de troca iônica | Cromatografia de interação hidrofóbica | Salting-in   | Cromatografia de afinidade |
| Diálise                                             | Eletroforese                  |                                        | Salting out  |                            |
| Gel-filtração ou cromatografia de exlusão molecular |                               |                                        |              |                            |
| Eletroforese em gel de poliacrilamida (SDS-PAGE)    |                               |                                        |              |                            |

Normalmente muitas tripsinas são purificadas de espécies de peixes de água doce ou salgada, devido ao seu forte potencial biotecnológico pois além das aplicabilidades industriais, tripsinas provenientes das vísceras, que são consideradas subprodutos na comercialização de peixes, assumem bons níveis de reatividade em condições extremas, quando comparadas à tripsinas de outras espécies (Sus scrofa domesticus).  Como exemplo em alta alcalinidade e temperatura, bem como em presença de agentes surfactantes (mais estáveis) (KHANGEMBAM, 2015). Onde em muitos estudos, a purificação e a caracterização desta enzima provenientes das vísceras de peixes acabaram por ser alvos de pesquisas. Então de acordo com a literatura, como principais fontes biológicas (vísceras) utilizadas na marcha de purificação da tripsina, temos das espécies:

Pseudupeneus maculatus (SOUZA  et  al.,  2007).

Lutjanus  vitta (KHANTAPHANT  e  BENJAKUL, 2010). 

Sardinella  aurita (KHALED  et  al.,  2011).

Diapterus  rhombeus (SILVA  et  al., 2011). 

Salaria basilisca (KTARI et al., 2012).

Então de uma forma geral, usando as vísceras de peixes como material de partida para obtenção do extrato bruto/homogenato (tratamento térmico), as técnicas seguintes para obtenção de uma amostra pura de tripsina são, no caso para a espécie Boops boops:
Precipitação em sulfato de amônia, gel filtração e cromatografia de troca iônica, onde a atividade enzimática específica foi medida (5.2 mU) com os substratos N-benzoil-DL-arginina 4-nitroanilida e éster etílico de N-alfa-benzoil-L-arginina em pH 9 à 25°C. A enzima purificada também foi verificada por SDS-PAGE, onde 1 monômero de tripsina apresentou massa molecular de 23 kDa.
E de acordo com outros estudos, também umas das técnicas utilizadas na marcha de purificação da tripsina de peixes é a cromatografia de afinidade, em coluna de benzamidina-agarose, apesar de um alto custo quando comparado à outras técnicas.

## Parâmetros funcionais

### Efeito pH
O pH é um dos fatores que influenciam e interferem na velocidade da atividade enzimática, onde o chamado pH ótimo é o pH em que a atividade enzimática é máxima. Isso ocorre pois o sítio catalítico das enzimas pode conter resíduos de aminoácidos ionizáveis, com características básicas ou ácidas essenciais para a catálise. É importante também considerar a estabilidade da enzima sob certas condições, com o pH sendo um dos principais fatores, em que a enzima pode ser inativada se o pH estiver fora da faixa considerada ideal. O pH corresponde a - log [ H+], uma expressão da concentração de íons H+. Dessa forma, o pH determina o estado de grupos funcionais como carboxilas, por exemplo,  que podem estar protonados (COOH) ou desprotonados (COO-). Dessa maneira o pH pode afetar a estrutura da enzima e a sua habilidade de interagir com o substrato, que podem ser dependentes de ligações de hidrogênio e de íons H+. Logo, um íon de H+ pode tanto atrair um grupo negativo quanto repelir um grupo mais positivo. Temos assim um efeito cinético sobre a enzima, onde podemos considerar o próton como ativador ou inibidor da mesma. Então o efeito de ionização dos grupos da enzima pode alterar a ligação do substrato, ou a eficiência do complexo catalítico. Assim também observamos variação tanto na afinidade quanto na velocidade máxima da enzima. A tripsina é ativa no intestino em pH neutro (7.0) a levemente ácido, e se mantém estável em pH alcalino, sem alterar sua estrutura, continuando com suas reações através da ligação ao reagente e subsequente catálise. Em diferentes espécies, a tripsina apresenta atividade ótima entre valores 7,0 e 8,0. A tripsina de Homo sapiens apresenta pH ótimo em 7,5 assim como de outras espécies como Astacus astacus e Bos taurus (nesse último caso hidrolisando o substrato caseína). Em um quadro geral, as tripsinas de variados organismos apresentam atividade ótima na faixa de pH que varia entre 7,0 e 11,5.

### Efeito temperatura
A temperatura também é um fator que influencia no desempenho da velocidade de reação. Onde em temperaturas altas, temos um maior fornecimento de energia, com o aumento das colisões entre a enzima e o substrato. Contudo, temperaturas altíssimas também podem levar a quebra das ligações da estrutura terciária da proteína, levando a desnaturação da mesma, onde se torna disfuncional, sem poder realizar mais atividade catalíticas. Dependem de fatores como o pH e força iônica do meio e, também da presença ou ausência de ligantes. A tripsina por ser monomérica, composta estruturalmente por dois domínios, mais simples, acaba sendo mais estável a elevadas temperaturas, frente a proteínas oligoméricas. Na literatura, encontra-se valores extremos de temperatura consideráveis estáveis para a ação da tripsina de diferentes organismos. Como por exemplo, tripsinas pertencente as espécies Sepia officinalis e Colossoma macropomum (em substrato N-benzoil-DL-arginina 4-nitroanilida), se encontram estáveis à 70°C, enquanto que tripsinas provenientes da espécie Sus scrofa, são estáveis em 6°C, onde inclusive são tripsinas do javali aplicadas para a síntese de insulina humana, através da clivagem do substrato pre-Pro-Arg-insulin, com subsequente etapas de purificação. Vale ressaltar também que como descrito acima na seção de purificação, tripsinas provenientes de organismos marinhos são mais resistentes a elevadas temperaturas, quando comparadas à tripsinas de outros organismos. Onde na literatura vemos tripsinas provenientes de peixes, moluscos e crustáceos marinhos estáveis em temperaturas que variam de 60 à 70°C.

### Cinética enzimática
Para obter os parâmetros cinéticos de uma enzima é necessário primeiramente realizar sua marcha de purificação. Sabe-se a concentração de substrato [S] e da concentração de enzima [E] devido a amostra purificada. Tripsinas de mais variados organismos já foram purificadas como mostra a literatura, permitindo assim caracterizar seus parâmetros cinéticos, sendo eles:
- Velocidade máxima (V.máx);
- Constante de dissociação (Ks);
- Constante de catálise (Kcat);
- Constante de Michaelis (Km);
- Eficiência catalítica;
- Ciclo catalítico;

Onde o modelo de Michaelis-Menten propõe:

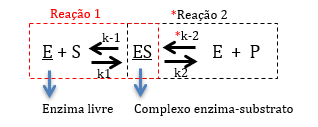

Que existe um estágio intermediário, para a geração do produto. Onde o complexo ES pode se formar/associar (E + S → ES), K1, e dissociar (E + S ← ES), K-1 ou Ks (constante de dissociação), em uma velocidade mais rápida do que a velocidade de geração do produto,da reação de catálise (ES → E + P), K2 ou Kcat (constante de catálise). E temos que a constante de Michaelis, Km = Ks, quando se encontra em um modelo de equilíbrio químico rápido, com valor de K2 muito baixo. Em que quanto ↓Km, ↑afinidade enzima-substrato, onde utiliza-se este parâmetro na literatura, o comparando em diferentes substratos. E também para cada substrato realiza os ensaios em diferentes concentrações com temperatura constante para obtenção de valores de velocidade mais precisos e assim permitindo a construção do gráfico de Michaelis-Menten, onde a velocidade (eixo Y) está em função da concentração do substrato (eixo X), até que o gráfico forme um platô, que indica que o sistema saturou, ou seja, alcançou a V.máx., e isso significa que a velocidade não depende mais da concentração de substrato (reação de ordem 0). Contudo, as vezes é necessário uma concentração muito alta de substrato para chegar ao patamar da curva, e pode-se ter questões como substrato caro ou insolúvel e, valor de Ks altíssimo onde não alcança a saturação, sem contar que este gráfico não é muito preciso em seu valor de V.máx., sendo necessário a sua linearização pelo plot de Lineweaver-burk, com a inversão dos dados, 1/V X 1/[S], onde temos:

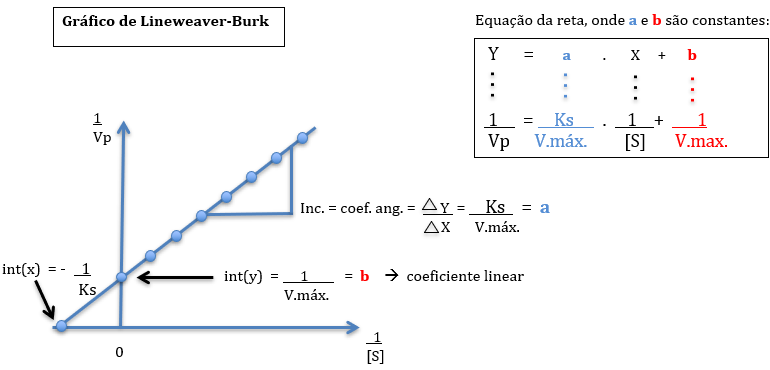

O efeito catalítico = Kcat/Ks, também é um parâmetro cinético comparado entre diferentes substratos para uma mesma enzima. Onde quanto ↑ efeito catalítico, ↓Ks.
A velocidade de formação de produto provém da degradação do complexo enzima-substrato, liberando a enzima em seguida. A enzima existe em 2 estados no sistema: enzima livre [E], e enzima ligada ao substrato [ES], em que pode afirmar então: [E] + [ES] = [Et]. E a quantidade de enzima deve ser a mesma nos ensaios pois a alteração de sua concentração, vai ter impacto direto em alguns parâmetros cinéticos como na velocidade máxima. A duração de tempo em que a enzima fica ligada ao substrato (complexo ES) para formar uma molécula de produto é considerado como 1 ciclo catalítico realizado. Em que este ciclo catalítico =  1/Kcat. Logo, quanto mais rápido for a reação 2, que gera o produto (mU ou nmol/min), pode-se constatar que um ciclo catalítico se completa mais rápido.
Para tripsinas de diferentes organismos, encontra-se valores de Km que variam significativamente com o mesmo substrato em questão, descrito na literatura. Como por exemplo, para o substrato N-alpha-benzoyl-L-arginine ethyl ester, os valores de Km variam de 2,81 - 3,2 mM para Sus scrofa até 32-35,5 mM para Bos taurus. E das tripsinas que apresentaram maior afinidade pelo substrato em função dos valores de Km, temos:
| Espécie               | Valores de Km         | Substrato                                                                |
| --------------------- | --------------------- | ------------------------------------------------------------------------ |
| Sus scrofa            | 0,00015 - 0,000215 mM | FITC-casein                                                              |
| Rattus norvegicus     | 0,000167 mM           | succinyl-Ala-Ala-Pro-Trp-7-amido-4-methylcoumarin                        |
| Lateolabrax japonicus | 0,00028 mM            | benzyloxycarbonyl-L-leucyl-L-arginyl-L-arginine-4-methylcoumaryl-7-amide |
| Channa argus          | 0,00049 mM            | benzyloxycarbonyl-Gln-Arg-Arg-7-amido-4-methylcoumarin                   |
| Bos taurus            | 0,00017 mM            | tosyl-Gly-Pro-Arg-4-nitroanilide                                         |

Os valores da eficiência catalítica também mostram qual o melhor substrato para enzima em questão, então na literatura, temos que a tripsina da espécie Colossoma macropomum apresenta uma alta eficiência catalítica de 91.580 s/mM sobre o substrato Abz-KRFK-EDDnp, para apenas 30 s/mM sobre o substrato Abz-RPFK-EDDnp. E a tripsina da espécie Channa argus foi até o momento o que apresentou maior eficiência catalítica, de 153.900 s/mM, sobre o substrato benzyloxycarbonyl-Gln-Arg-Arg-7-amido-4-methylcoumarin, onde inclusive foi o mesmo em que a enzima apresentou maior afinidade, quando observa seu valor de Km muito baixo na tabela acima, que é indiretamente proporcional à eficiência catalítica.

## Inibição
Inibidores são compostos como: moléculas, íons e até substratos, que interagem com a enzima, de forma a diminuir a velocidade de reação. Ou seja, no mesmo intervalo de tempo, temos uma menor quantidade de produto gerado com a presença desta substância. Onde através do plot de Lineweaver-Burk, tem-se a representação, identificação do tipo de modelos de inibição, podendo ser: inibição competitiva, inibição não-competitiva, inibição acompetitiva, inibição competitiva parcial, não-competitiva parcial, mista linear, entre outros. Para a tripsina da espécie Cirrhinus mrigala foi verificado uma inibição de 16% pelo íon K+.  Na espécie Bos taurus, a benzamidina é um inibidor competitivo de tripsina. Este inibidor tem sido sintetizado para estudos onde busca verificar a resposta bioquímica de insetos à inibidores de protease na dieta.

## Aplicação
Esta serino protease por participar de vários processos metabólicos/fisiológicos significativos em organismos (bactérias ou vertebrados/invertebrados) como: digestão, coagulação sanguínea, e de processo celulares como controle do ciclo celular, apoptose e transdução de sinal, acabou por se tornar alvo de muitos estudos e, consequentemente na comercialização em produtos enzimáticos, para fins de aplicações biotecnológicas. Pois contem fatores como alta atividade catalítica, especificidade à determinados substratos e diferentes fontes de obtenção/produção. Na realidade 60% das proteases são comercializadas no setor industrial, onde 40% são de fontes microbianas.

### Aplicação industrial biotecnológica
Indústria Farmacêutica:
- Contribui em efeitos dietéticos na indústria de alimentos;
- Terapia enzimática alternativa → auxilia na digestão, tratamento de pessoas com disfunção pancreática (debridamento de úlceras). A tripsina nesta terapia é obtida do extrato do pâncreas de bovinos e suínos. Contudo teve-se a necessidade de alternar a fonte devido a série de epidemias relatadas nos últimos anos e, consequentemente possíveis contaminações após a administração clínica destes materiais. Uma alternativa são plantas transgênicos (milho e arroz), visando a otimização desta terapia.
- A tripsina tem ação anti-inflamatória, e aumenta a eficácia de medicamentos com efeitos analgésicos e antibióticos. A utilização da tetraciclina por exemplo associada à enzimas proteolíticas, como a tripsina, e outras, apresentou melhores resultados como uma maior tolerância ao medicamento, e diminuição de febre. Para o paracetamol, observou-se uma melhor ação anestésica quando associado a tripsina e quimotripsina, do que o uso de um destes isolados.[25]  No caso do Phlogenzym® (tripsina + bromelina + rutosídeo), é uma outra associação terapêutica utilizada em pacientes com osteoartrite, com ação anti-inflamatória para diminuição de dor nas articulações.[26][27]

#### Indústria Química
Produção de detergentes para lavagem de roupas:
De acordo com a literatura, a tripsina foi pela primeira vez adicionada na composição de detergentes em 1913, pelo químico alemão e, comercializada 46 anos depois. Onde atualmente em torno de 80% total dos detergentes contém tripsina em sua formulação. A inclusão da tripsina como aditivo em detergentes deve-se por amplos fatores, destacando:
- Ampla ação da tripsina em pH alcalino;
- Também boa atividade em diferentes temperaturas:

```
 ⇒ baixas temperaturas - fibra sintética;

 ⇒ altas temperaturas - fibra de algodão;
```

- Estabilidade cinética em comparação aos constituintes do produto;

Processamento de couro, seda e tratamento de lã :
E ainda participa no tratamento de resíduos.

#### Indústria Alimentícia
A tripsina é utilizada na:
- Produção de tempero de soja;
- Amadurecimento do queijo;
- Processamento de camarão;
- Amaciante de carne;
- Clarificadora de cerveja;[29]

### Aplicação clínica

#### Tripsina e quimiotripsina como auxiliadores no diagnóstico de doenças pancreáticas
Popularmente conhecido como teste do pezinho, recomendada pelo Ministério da saúde, é a triagem neonatal onde baseia-se no teste IRT (dosagem da tripsina imuno reativa) e também em outros teste. Crianças com valores da dosagem de tripsina imunorreativa > 70 ng/ml em duas amostras distintas, nos primeiros 30 dias de vida (ideal entre o segundo e sexto dia de vida), serão submetidas ao teste do suor. A dosagem do IRT é um indicador indireto da doença, pois avalia a integridade da função pancreática. E de acordo com Crossley et AL. (1979), observaram que em recém-nascidos com Fibrose Cística, tem-se um nível plasmático alto de tripsinogênio (IRT). E acredita-se que o aumento da tripsina seja pelo refluxo de secreção pancreática provocado pela obstrução dos ductos no pâncreas. Um dos sinais que o recém-nascido apresenta é o íleo meconial (não emissão de fezes nas primeiras 24 a 48 horas de vida.)
Outra forma de diagnóstico de insuficiência pancreática causada por fibrose cística é a dosagem de tripsina nas fezes. Onde o normal é a presença de tripsina, quantidades baixas desta enzima nas fezes pode indicar fibrose cística.

### Aplicação bioquímica
A tripsina é utilizada em técnicas de sequenciamento de peptídeos para identificação de proteínas, através da sobreposição de fragmentos destes peptídeos gerados tantos pela sua hidrólise específica quanto por hidrólises ácidas, entre outras técnicas.

## Patologia
O tripsinogênio (forma inativa da tripsina) é secretado pelo pâncreas, e quando chega no intestino, a enteropeptidase corta um fragmento pequeno do mesmo promovendo a produção da tripsina ativa. E se tratando de uma peptidase, a mesma cliva proteínas, logo é uma enzima digestiva, sendo essencial na digestão de proteínas da dieta. Então, quando se consome grandes quantidades de inibidores de tripsina como por exemplo, os inibidores de Bowman-Birk, presentes na soja, cereais e algumas sementes de leguminosas, tem uma má absorção de proteínas da dieta, podendo resultar em deficiência nutricional, ocasionando desnutrição, anemia, gases, má digestão, dor abdominal e insuficiência pancreática.

- PANCREATITE HEREDITÁRIA [33]

A causa mais comum deste distúrbio genético hereditário raro, é a mutação do gene PRSS1 (responsável de 65% à 80% dos casos) que codifica o tripsinogênio, onde resulta na sua produção com a estrutura alterada, de forma que a ativação da tripsina não seja regulada da maneira correta, tendo assim a sua produção prematura no próprio pâncreas. Em que com elevadas concentrações, causa danos irreversíveis ao tecido, levando a autodigestão do mesmo, visto que a tripsina funciona mesmo sem a presença de proteínas da dieta, resultando assim em pancreatite ou até mesmo em resposta imune. Os sintomas costumam aparecer no fim da infância e progridem assim que inicia a fase adulta, antes dos 25 anos, e são:
- Dor abdominal (ocasional ou frequente);
- Perda de peso;
- Sinais associados ao comprometimento da função exócrina e endócrina do pâncreas;
- Diminuição da produção de insulina (25% de pessoas acometidas por este distúrbio são diabéticas do tipo I);
- Baixa absorção de proteínas e vitaminas;
- Câncer de pâncreas;

A pancreatite hereditária pode também ser ocasionada por mutação de outros genes responsáveis pela codificação do tripsinogênio como o SPINK1 e o CFTR. 
- DEFICIÊNCIA DE ALFA-1 ANTITRIPSINA (A1AT) [34]

Estudos epidemiológicos demonstraram que a deficiência de A1AT é tão frequente quanto a fibrose cística, afetando um em cada 2.000-5.000 indivíduos ao redor do mundo. A deficiência de A1AT tem sido associada ao desenvolvimento de doença pulmonar, doença hepática e doença em outros órgãos e sistemas, com menor freqüência. Praticamente 80% dos pacientes são identificados a partir da investigação de sintomas respiratórios, enquanto, em apenas 3% dos casos, o diagnóstico deve-se à doença hepática.

Enfisema Pulmonar:
Produzida no principalmente no fígado, A1AT é um inibidor de proteases, sendo elas: elastase neutrófila (principalmente), tripsina e protease-3. Esta enzima inibidora tem esta função pois as proteases (no caso a elastase) são produzidas por células inflamatórias (neutrófilos) para o combate de agentes invasores, onde podem ocasionar danos ao próprio organismo. Então a ação da A1AT, reduz as lesões ocasionas por estas enzimas principalmente nos pulmões e no fígado. Onde sua deficiência, de origem genética (mutação no gene 14q32.1), gera um desequilíbrio funcional na relação protease-antiprotease, expondo muito o pulmão, pois é um órgão mais vulnerável a patógenos como: vírus, bactérias, entre outros, tendo assim uma maior inflamação. Então com uma quantidade maior de proteases na defesa do organismo, sem um inibidor para mediar suas ações, acaba tendo destruição também das células pulmonares e consequente formação de um enfisema. O tabagismo potencializa a agressão pulmonar pois reduz a ação da A1AT como antiprotease em 2.000 vezes.
Doença hepática:
Ao contrário da doença pulmonar, no fígado, a deficiência de alfa-1 antitripsina ocasiona o acúmulo de seus polímeros no retículo endoplasmático de hematócitos, causando hepatopatia, lesão hepática. A causa deste acúmulo ainda é desconhecida, mas em condições normais, estes polímeros são degradados por enzimas que agem de forma a manter a homeostase celular. Onde indivíduos acometidos por esta doença, apresentam variadas capacidades de degradação destes polímeros, podendo explicar assim os graus de variações desta doença em pacientes que apresentam o mesmo fenótipo. 